# Lobsang Nyandak
Ne doit pas être confondu avec Lobsang Nyendak Sadutshang.
Lobsang Nyandak tibétain : བློ་བཟང་སྙན་གྲགས, Wylie : blo bzang snyan grags (aussi appelé Lobsang Nyandak Zayul), né à  Kalimpong en Inde en 1965, est un homme politique, député et ministre tibétain.

## Biographie
Lobsang Nyandak est né à Kalimpong, en Inde en 1965 dans une famille de réfugiés tibétains. Il a effectué ses études primaires et secondaires à l'École centrale pour les Tibétains de SFF à Herbertpur (en) en Inde, une école pour les enfants de familles tibétaines recrutées dans la Special Frontier Force (SFF).
Lobsang Nyandak a étudié à l’université du Panjab, à Chandigarh en Inde, où il obtint une licence en sciences politiques et en éducation.
En 1987, Lobsang Nyandak est devenu secrétaire général du Congrès régional de la jeunesse tibétaine à Chandigarh. 
De 1990 à 1995, il est secrétaire du Congrès de la jeunesse tibétaine.
De  1996 à 2002,  il est président du Centre tibétain pour les droits de l'homme et la démocratie (TCHRD). 
En 1996, il est élu membre du Parlement tibétain en exil pour représenter la région tibétaine du Kham lors de la 12e Assemblée tibétaine. À ce titre, il est député jusqu’en 2001. 
De 1996 à 2001, il est aussi vice-président/secrétaire du Parti démocratique national du Tibet. 
Il est ministre du gouvernement tibétain en exil dans différents ministères (cinq ans au ministère de l'économie et des finances, deux ans au ministère de l'information et des relations internationales, trois ans au ministère de la santé).

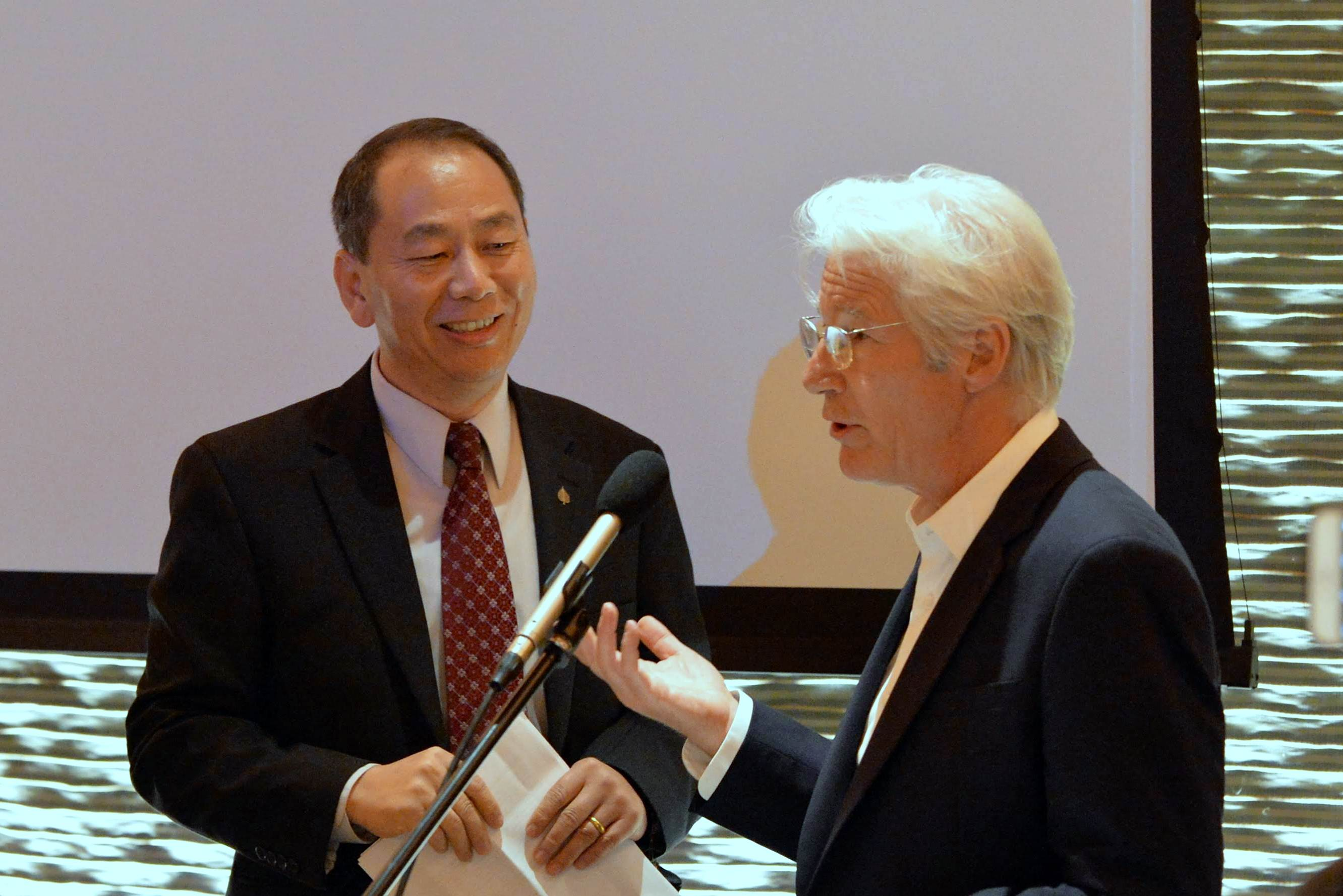
Lobsang Nyandak et Richard Gere lors du gala annuel du Tibet Fund le 19 octobre 2016 au restaurant Le Bernardin.

Il est directeur du développement de l’association Tibet Fund avant d’être nommé représentant du dalaï-lama pour les Amériques, le 1er septembre 2008.
De septembre 2008 à 2013, il est donc basé au Bureau du Tibet à New York (dans la ville où siège l'ONU, cependant ce bureau sera relocalisé à Washington en 2014). 
Il est candidat à l'élection du premier ministre du gouvernement tibétain en exil de 2011.
Le 1er septembre 2013, il est directeur de l’association Tibet Fund. Le 2 juillet 2019, il en devient le président, succédant à Rinchen Dharlo. 
Le 2 mars 2020, Lobsang Nyandak a annoncé publiquement sa candidature à l'Élection du Premier ministre tibétain de 2021.